# Valle Fútbol Club
El Valle Fútbol Club es un club de fútbol del municipio de Nacaome, Valle, Honduras. Actualmente participa en la Liga Mayor de Fútbol de Honduras (Tercera División). Está afiliado al Club Deportivo Motagua.

## Historia
Anteriormente jugaba en la Liga Mayor de Fútbol de Honduras. En 2013 consiguió el ascenso a la Liga de Ascenso de Honduras tras imponerse al Juventud de Guaimaca y haber sido el equipo ganador de la Zona Centro, Sur y oriente de la Liga Mayor.

## Estadio
El Valle Fútbol Club juega de local en el Estadio José Elías Nazar.

## Uniforme
- Uniforme titular: Camisa blanca , pantalón y medias blancas.
- Uniforme alternativo: Camisa roja con una V azul, pantalón y medias rojas.

## Palmarés

### Títulos regionales
- Zona Centro, Sur y oriente (1): 2013
- Liga Mayor de Fútbol de Honduras (1): 2013